# مأموریت قرمز (فیلم ۱۹۹۹)
مأموریت قرمز (به انگلیسی: Running Red) یک فیلم سینمایی اکشن محصول سال ۱۹۹۹ آمریکا با بازی جف اسپکمن و انجی اورهارت می‌باشد.